# Vlag van Nieuw-Caledonië
Nieuw-Caledonië heeft als Frans overzees gebiedsdeel twee officiële vlaggen. Enerzijds is er de traditionele Franse driekleur. Tot 2010 had enkel deze vlag een officieel statuut. Sindsdien heeft echter ook de Kanakvlag een co-officiële status: dit is een blauw-rood-groene horizontale driekleur met links van het midden een gele, zwart omrande cirkel waarin een deel van het wapen van het territorium staat afgebeeld.
In 1998 werd het Akkoord van Nouméa ondertekend dat Frankrijk ertoe verplichtte tussen 2014 en 2019 een onafhankelijkheidsreferendum te organiseren. Dit akkoord stond Nieuw-Caledonië tevens toe een eigen vlag aan te nemen. Pas in 2008 bewoog de regionale overheid zich ertoe dit laatste effectief in de praktijk om te zetten. De keuze van een vlag bleek echter controversieel omdat gekozen werd voor de partijvlag van de onafhankelijkheidsbeweging Front de Liberation Nationale Kanak Socialiste (FLNKS). Het zou nog tot 17 juli 2010 duren eer de vlag daadwerkelijk een officieel statuut kreeg naast de Franse driekleur.

## Provincies van Nieuw-Caledonië
Nieuw-Caledonië is sinds 1988 verdeeld in drie provincies, elk met een eigen vlag.

Province des Îles
Province Nord
Province Sud